# 刘宏 (1948年)
刘宏 (1948年11月—)，男，安徽阜阳人，中国学者，阜阳师范学院文学院教授，中国民主同盟盟员，曾任民盟阜阳市委副主委、阜阳市政协常委。主要研究方向为元明清文学、皖北民俗文化及地方戏曲研究。

## 生平
1982年毕业于阜阳师范学院，获文学学士学位，并留校任教，2002年晋升为教授。。